# Suhanove, Berîslav
Suhanove (în ucraineană Суханове) este un sat în comuna Mîlove din raionul Berîslav, regiunea Herson, Ucraina.

## Demografie
Componența lingvistică a localității Suhanove
     Ucraineană (94,23%)
     Rusă (4,57%)
     Română (1,2%)
Conform recensământului din 2001, majoritatea populației localității Suhanove era vorbitoare de ucraineană (94,23%), existând în minoritate și vorbitori de rusă (4,57%) și română (1,2%).